# Згорний Чачич
Згорний Чачич (словен. Zgornji Čačič) — поселення в общині Осилниця, регіон Південно-Східна Словенія, Словенія.